# I Korpus Kawalerii (III Rzesza)

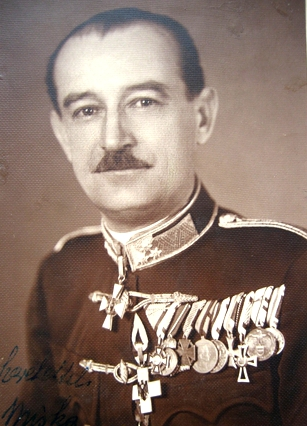
Gen. bryg Ibrányi Mihály, dowódca węgierskiej 1 Dywizji Kawalerii ze składu I Korpusu Kawalerii

I Korpus Kawalerii, niem. I. Kavallerie-Korps – jeden z niemieckich korpusów z czasów II wojny światowej. 

## Historia
I Korpus Kawalerii vel  Korpus Kawalerii Harteneck utworzony został 25 maju 1944 roku na terenie Generalnego Gubernatorstwa. Jego bazą był LXXVIII Korpus, sformowany 6 marca 1944 roku. I Korpus Kawalerii utworzono z węgierskiej 1 Dywizji Kawalerii oraz z niemieckich: 3 Brygady Kawalerii i 4 Brygady Kawalerii, które z powodów formalnych zostały przemianowane na dywizje. Korpus szlak bojowy rozpoczął w sierpniu 1944 roku na froncie wschodnim w rejonie Narwy. Gen. Ibrányi Mihály, dowodzący węgierską 1 Dywizją Kawalerii stanowczo sprzeciwił się żądaniom Niemców aby dowodzeni przez niego żołnierze wzięli udział w tłumieniu powstania warszawskiego.
Przeciwko Armii Czerwonej, Korpus walczył w listopadzie 1944 roku w składzie 4 Armii na terenie Prus Wschodnich, następnie w ramach 6 Armii na terenie Węgier. Wojnę zakończył na obszarze Styrii razem z innymi oddziałami 2 Armii Pancernej. 4 Dywizja Kawalerii pomimo zdobycia stolicy III Rzeszy (2 maja) nadal walczyła. Jeszcze 8 maja 1945 roku odparła atak Armii Czerwonej w rejonie Knittelfeld. Po dotarciu do pozycji armii brytyjskiej, oddziały I Korpusu Kawalerii 11 maja 1945 roku oddały się do niewoli. Zostały internowane w dolinie rzeki Mur. Gdy dla koni zabrakło paszy jakiej dostarczały pastwiska w dolinie rzeki, żołnierze wraz z końmi zostali przeniesieni do amerykańskiej strefy okupacyjnej.

## Dowódcy korpusu
- generał kawalerii Gustav Harteneck

## Skład korpusu
po sformowaniu w 1944:
- 1 Dywizja Kawalerii (węgierska) - gen. bryg Mihály Ibrányi
- 3 Dywizja Kawalerii (niemiecka)
- 4 Dywizja Kawalerii (niemiecka)